# Петрунин, Андрей Иванович
Андрей Иванович Петрунин (род. 2 февраля 1978, Москва) — российский хоккеист, нападающий, мастер спорта России. Тренер.

## Биография
Воспитанник ЦСКА, играл за клуб в сезонах 1994/95 — 1997/98. На драфте НХЛ 1996 года был выбран в 3-м раунде под общим 61-м номером клубом «Хартфорд Уэйлерз». В сезонах 1998/99 — 1999/2000 играл в еизших североамериканских лигах за «Чикаго Вулвз» и «Маскигон Фьюри». В России выступал за клубы «Лада» Тольятти (1999/2000 — 2001/02, 2005/06), «Салават Юлаев» Уфа (2002/03), «Северсталь» Череповец (2003/04 — 2004/05, 2006/07), ЦСКА (2005/06), «Химик» Воскресенск (2006/07), «Дмитров» (2007/08), «Титан» Клин (2007/08), «Кристалл» Саратов (2008/09), «Торос» Нефтекамск (2009/10), «Зауралье» Курган (2010/11), «Мечел» Челябинск (2011).
Участник чемпионата Европы среди юниорских команд 1995, победитель чемпионата Европы среди юниорских команд 1996. Двукратный бронзовый призёр чемпионата мира среди молодёжных команд — 1996, 1997.
Работал тренером в ХТЦ «Магия хоккея», «Академии Петрова», СДЮШОР ЦСКА имени Валерия Харламова.